# Clastobryum indicum
Clastobryum indicum är en bladmossart som beskrevs av Frans François Dozy och Molkenboer 1846. Clastobryum indicum ingår i släktet Clastobryum och familjen Sematophyllaceae. Inga underarter finns listade i Catalogue of Life.